# Acico Twin Towers

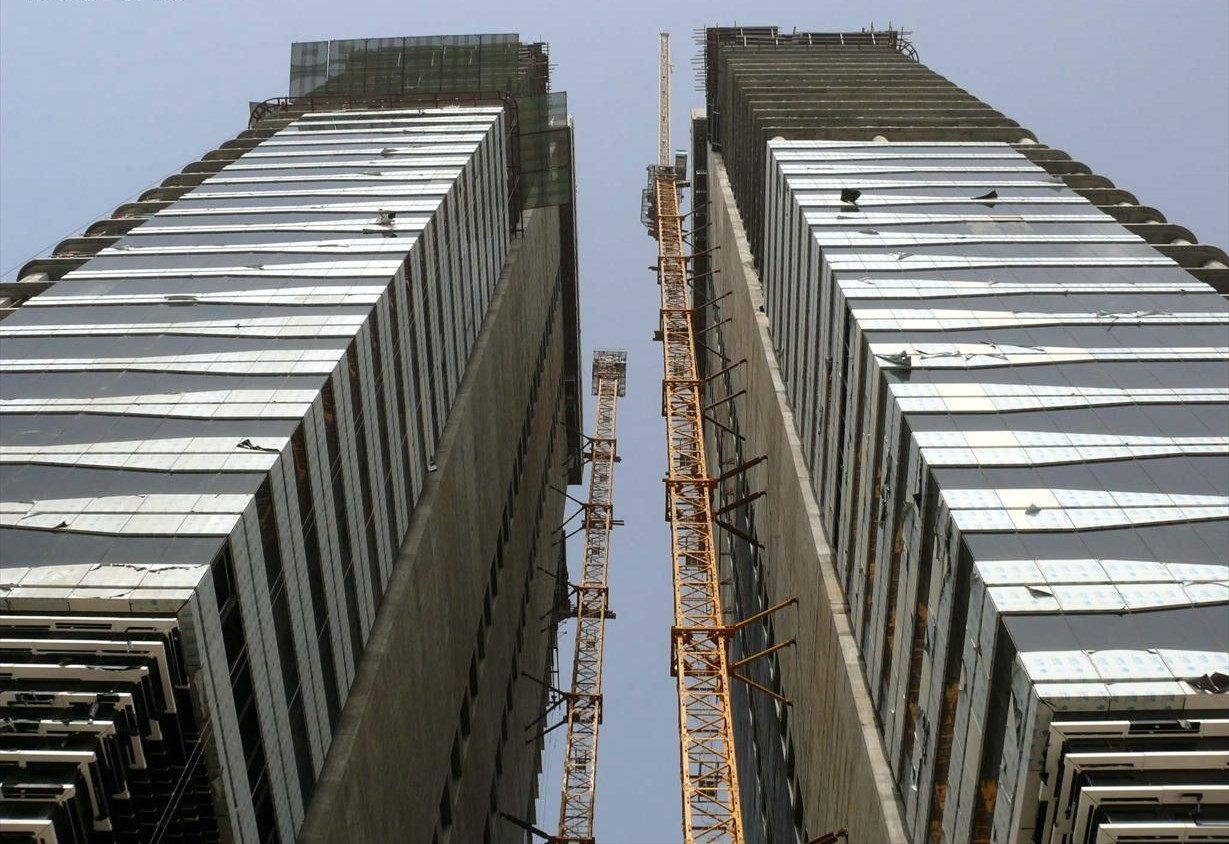
Acico Twin Towers

El Acico Twin Towers es un complejo de dos torres a lo largo de Sheik Zayed Road de Dubái, Emiratos Árabes Unidos. El Radisson Royal Hotel es el más alto de los dos, con una altura de 269 m y 60 plantas. Es administrado por ACICO Real Estate.
La torre menor, Nassima Tower Hotel, tiene 49 plantas y una altura de 204 m. La construcción comenzó en 2005 y terminó en el año 2010.